# Pitulice întunecată
Pitulicea întunecată (Phylloscopus fuscatus), numită și pitulice brună, este o pasăre mică, insectivoră, migratoare din familia filoscopide (Phylloscopidae) care cuibărește în centrul și estul Siberiei, Mongolia, nord-estul și nord-centrul Chinei, Orientul Îndepărtat al Rusiei și Sahalin. Iernează în nord-estul Indiei, Nepal, Bangladeș și sudul Chinei, insulele Andaman și Malaezia, nordul Tailandei, Laos, Taivan și sudul Japoniei. Apare accidental în timpul vagabondajului, în special toamnă, în Europa (mai ales în Marea Britanie și Irlanda), în Israel, Cipru, Egipt, Maroc și Madeira. În perioada 2008-2016 în România au fost observate toamna 3 exemplare ale acestei specii.
Pitulicea întunecată cuibărește în tufișurile și vegetația deasă joasă din pădurile din taiga; în sudul arealului în zonele muntoase, la nord la poalele munților și în vâlcele. Habitatele preferate din munți sunt pădurile din văile râurilor, în special desișurile de salcie de pe malurilor râurilor și torenților de munte, prin care ajunge în cele mai înalte locuri. Prin văile râurilor coboară și în locurile mai joase și cuibărește în luncile inundabile și în câmpiile înmlăștinite de la poalele munților acoperite cu păduri de salcie și de mesteacăn.
Este o pasăre de talie mică, are o lungime de 11-12 cm și o greutate de 8,5-13,5 g. Sexele sunt asemănătoare și nu se pot diferenția după penaj. Are părțile superioare brun-închise sau măsliniu-brunii (mai cenușii în penajul uzat). Sprânceana este lungă, bine conturată, în fața ochiului este albă, devenind ocru-ruginie  sau alb-ruginie deasupra și în spatele ochiului. Inelul ocular îngust și albicios. Dunga de peste ochi brun-închisă sau negricioasă. Obrajii și regiunile auriculare brun-închise pătate cu brun-ruginiu. Bărbia și gâtlejul albe; restul părților inferioare alb-gălbui sau alb-cenușii, variabil nuanțate cu brun-cenușiu pe piept. Laturile pieptului și flancurile sunt mai întunecate, uneori cu o nuanță ușoară ruginie sau brun-roșcată. Regiunea anală și tectricele subcodale alb-roșcate. Coada scurtă, rotunjită, ușor bifurcată, de culoare brună, marginile rectricelor cozii sunt brun-gălbui.  Aripile rotunjite și foarte scurte. Remigele aripilor, alula și tectricele supraalare brun-închise cu marginile brun-gălbui sau brun-deschise. Tectricele subalare și axilare alb-roșcate sau ocru (brun-gălbui). 
Ciocul subțire și scurt, mandibula superioară brun-cornie; mandibula inferioară galben-cornie cu vârful întunecat, baza mandibulei inferioare brun-roșcată sau brun-gălbuie. Picioarele subțiri, de culoare variabilă, de la moderat brune până la brun-roșcate. Irisul brun-închis.
Pitulicea întunecată se hrănește mai ales cu insecte mici, în special cu gărgărițe și alți gândaci mici, de asemenea cu fluturi mici și larvele lor, dar și cu moluște și semințe mici. Pitulicea întunecată se reproduce de la sfârșitul lui mai până la mijlocul lui august. Este o specie teritorială, teritoriul ocupat de o pereche este 0,5-1 ha. Cuibul este amplasat la o înălțime de până la 1 m deasupra pământului în ramurile unor arbuști sau copaci mici în locuri umede sau chiar pe pământ sub tufărișuri de salcie sau sub tufe de arbuști. Cuibul are o formă sferică și este prevăzut cu un acoperiș și o gaură laterală de intrare. El este construit de către femelă timp de 5-7 zile din ierburi uscate de graminee, rogoz și bucăți de mușchi, iar în interior este căptușit cu puf vegetal, păr de animale și pene de diferite păsări. Depune o singură pontă într-un sezon de reproducere. Ponta este alcătuită din 4-6 ouă complet albe, care sunt incubate de femelă timp de 13-14 zile.

## Denumirea
Denumirea latină Phylloscopus a genului, provine din cuvintele latine phyllo (din greacă phullon) = frunză + scopus (din greacă skopos) = cercetător, observator, examinator, căutător, deoarece acest gen include specii care își petrec o mare parte din timpul lor hrănindu-se în arbori "examinând frunzele". Denumirea latină a speciei fuscatus provine din cuvântul latin fuscatus = întunecat (de la fuscare = a întuneca sau fuscus = întunecat).
Denumirea română de pitulice întunecată arată că această pitulice are un colorit mai întunecat comparativ cu alte specii de pitulici.

## Subspecii și arealul
Două subspecii sunt recunoscute:
- Phylloscopus fuscatus fuscatus (Blyth, 1842) - subspecia nominată – cuibărește în centrul și estul Siberiei de la râul Obi și regiunea Tomsk spre nord până la aproximativ paralela 60 °N, la est până în bazinul râului Anadîr, Iakutia, coasta Mării Ohotsk, bazinul inferior al Amurului, Primorie și Priamurie, Sahalin, la sud până în sudul Baikalului, Mongolia și Altaiul Gobian, nord-estul Chinei (Manciuria) și în Coreea de Nord.[5][9][10]

Iernează în sudul Chinei de la valea râului Yangtze la sud până în nord-estul Indiei (de la Assam și poalele Himalaiei până în Madhya Pradesh și vestul Uttar Pradesh-ului), sudul Nepalului, Bangladeș, Malaezia peninsulară și Insulele Andaman, la est până în Taiwan și sudul Japoniei.
Apare accidental la vest anual, mai ales toamna, în Europa, Israel, Cipru, Egipt (Sinai), Maroc și Madeira, la sud până în Sri Lanka; la est până în Japonia, Filipine (insula Mindoro) și vestul SUA (insulele Aleutine, de asemenea în insulele Farallon de lângă țărmul Californiei). În Europa apariții accidentale au fost înregistrate în Finlanda, Suedia, Norvegia, Marea Britanie, Irlanda, Islanda, Insulele Feroe, Danemarca, Belgia, Olanda, Germania, Austria, Polonia, Letonia, Lituania, Estonia, Franța, Spania, Portugalia, Elveția, Italia, Albania, Cipru, Malta, Serbia, Ungaria, România, Ucraina, partea europeană a Rusiei, Turcia.
- Phylloscopus fuscatus robustus Stresemann, 1923  - cuibărește în nord-centrul Chinei (Gansu și Mongolia Interioară până în nordul provinciei Sichuan). Iernează în nordul Tailandei și în Laos.[5][9][10]

## Prezența în România
În România au fost observate până în 2018 numai 3 apariții accidentale a pitulicii întunecate (subspecia Phylloscopus fuscatus fuscatus) toamna, de-a lungul coastei Mării Negre:
| Data       | Nr. ex. | Observatori                      | Județul / Localitatea      |
| ---------- | ------- | -------------------------------- | -------------------------- |
| 14.10.2016 | 1       | Participanții tabarei de inelare | Constanța / Grindul Chituc |
| 02.10.2016 | 1       | Participanții tabarei de inelare | Constanța / Grindul Chituc |
| 29.09.2008 | 1       | V. Martin, A. Pochelon și alții  | Tulcea / Sfântu Gheorghe   |

## Taxonomia
Pitulicea întunecată a fost descrisă sub denumirea științifică Phillopneuste fuscata de zoologul englez Edward Blyth în 1842, lângă Calcutta, India.
Două subspecii sunt recunoscute în prezent fuscatus și robustus.
Pitulicea întunecată a fost uneori considerată conspecifică (din aceeași specie) cu pitulicea fumurie (Phylloscopus fuligiventer). Taxonul mai întunecat weigoldi Stresemann, 1923 (din munții din estul Tibetului și sud-vestul Chinei), considerat mai înainte ca o subspecie a pitulicii întunecate, a fost recent inclus în pitulicea fumurie (Phylloscopus fuligiventer, Hodgson, 1845) pe baza datelor morfologice, vocale și genetice.
În 1923 Stresemann a separat o subspecie nouă robustus (din provincia Sichuan, vest-centrul Chinei) pe baza că aceasta este puțin mai mare decât subspecia fuscatus și are centrul abdomenului de culoare murdară cu o nuanță galbenă (și nu albă). Totuși, Ticehurst (1938), în monografia sa minuțioasă despre genul Phylloscopus, a sinonimizat robustus cu fuscatus. Ulterior, Vaurie (1959) și Dementiev & Gladkov (1954) au avut aceeași părere. Martens și colab. (2008), totuși, au acceptat subspecia robustus, dar s-au bazat în mare măsură pe datele genetice, examinând un material limitat și nu au oferit argumente pe deplin convingătoare.
Recent, Redkin și Malykh (2011) au descris o nouă subspecie sachalinensis (uneori scrisă eronat sakhalinensis) în Sahalin, dar diferențele descrise par a fi destul de mici și sunt necesare mai multe detalii.
Subspeciile propuse altaicus (cuibăritoare în munții Altai și Saian, la sud până în vestul și nordul Mongoliei) și homeyeri (cuibăritoare în nord-estul arealului) sunt sinonimizate cu subspecia nominată.

## Identificarea

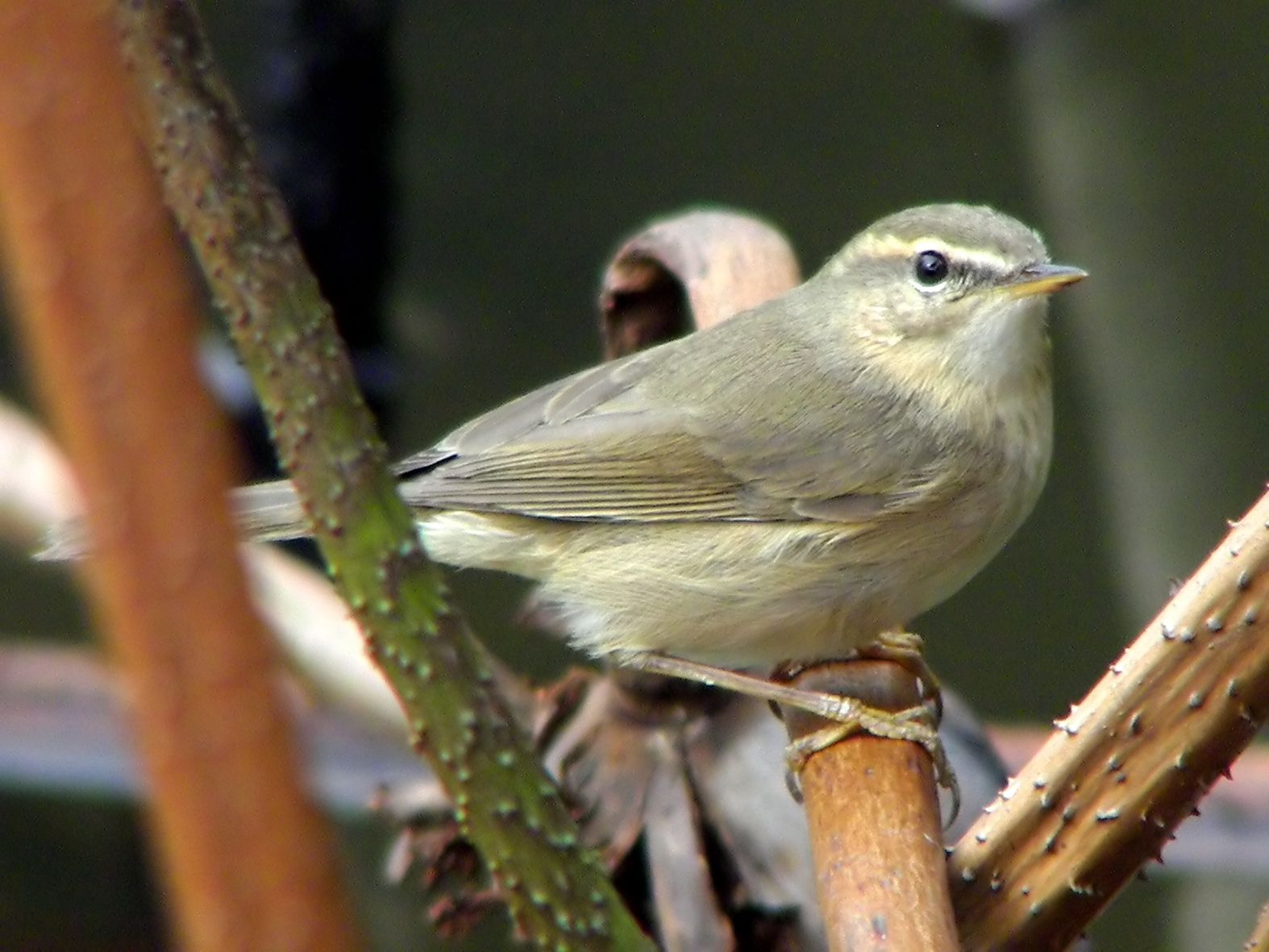
Pitulicea întunecată în Taiwan

Pitulicea întunecată are o înfățișare destul de asemănătoare cu pitulicea mică (Phylloscopus collybita), dar are aripile rotunjite cu proiecția remigelor primare mai scurtă și picioarele un pic mai lungi. Coloritul penajului este mai asemănător cu al pitulicii caucaziene (Phylloscopus lorenzii).
Pitulicea întunecată are picioarele subțiri brun-roșcate; ciocul subțire cu baza un pic mai brun-roșcată. Părțile superioare sunt brun-închise, dar pe teren părțile superioare par de obicei brun-cenușiu închise cu o nuanță ruginie. Părțile inferioare sunt alb-gălbui (crem-albicioasă) sau alb-cenușii, variabil nuanțate cu brun-cenușiu, laturile pieptului și flancurile sunt mai întunecate, uneori cu o nuanță ușoară ruginie, bărbia și gâtlejul albe. Sprânceana este lungă, distinctă, palidă, bine conturată, albă și de obicei îngustă înaintea ochiului și de regulă mai lată și uneori cu o nuanță ocru-ruginie în spatele ochiului; dunga de peste ochi (dunga oculară) este lată și întunecată.
Spre deosebire de pitulicea măslinie (Phylloscopus schwarzi), are ciocul mai subțire, picioare mai subțiri și brun-întunecate, iar sprânceana este mai evidențiată și albicioasă în fața ochiului. Nu are galben pe flancuri și regiunea anală ca la pitulicea măslinie.
Strigătul de contact este un plescăit puternic de limbă "tec" sau "tciac", ca la silvia mică (Sylvia curruca).

## Descrierea (subspecia nominată)
Pitulicea întunecată este o pitulice de talie mijlocie-mică, puțin mai mare decât pitulicea mică. Are o lungime de 11-12 cm și o greutate de 8,5-13,5 g.
Are o înfățișare destul de îndesată și rotunjită, cu aripile foarte scurte și rotunjite, coada relativ scurtă, dar destul de rotunjită, ușor bifurcată, ciocul subțire și scurt, cu vârful destul de ascuțit, picioarele subțiri și întunecate, părțile superioare brun-închise sau măsliniu-brunii și sprânceana lungă, partea anterioară a sprâncenei albă, devenind ocru-ruginie sau alb-ruginie deasupra și în spatele ochiului. Pitulicea întunecată are aceeași mărime ca pitulicea fluierătoare (Phylloscopus trochilus) cu o înfățișare delicată asemănătoare, dar are picioarele proporțional puțin mai lungi și proiecția remigelor primare mult mai scurtă  și aripile destul de rotunjite. Este destul de asemănătoare și cu pitulicea mică (Phylloscopus collybita), dar are aripile rotunjite cu proiecția remigelor primare mai scurtă și picioarele un pic mai lungi. Coloritul penajului este mai asemănător cu al pitulicii caucaziene (Phylloscopus lorenzii). Nu are galben pe flancuri și regiunea anală ca la pitulicea măslinie (Phylloscopus schwarzi). Comportamentul și mișcările sunt asemănătoare cu ale pitulicii fluierătoare sau ale pitulicii măslinii.
Sexele sunt asemănătoare și nu se pot diferenția după penaj.
Adultul în penajul nupțial proaspăt (subspecia nominată P. f. fuscatus) are părțile superioare uniform brun-închise sau măsliniu-brunii (mai cenușii în penajul uzat) cu o nuanță brun-roșcată, uneori târtița este ușor mai deschisă și tectricele supracaudale brun-vii. Pe teren părțile superioare par de obicei brun-cenușiu închise cu o nuanță ruginie, dar fără nuanțe verzi sau galbene.

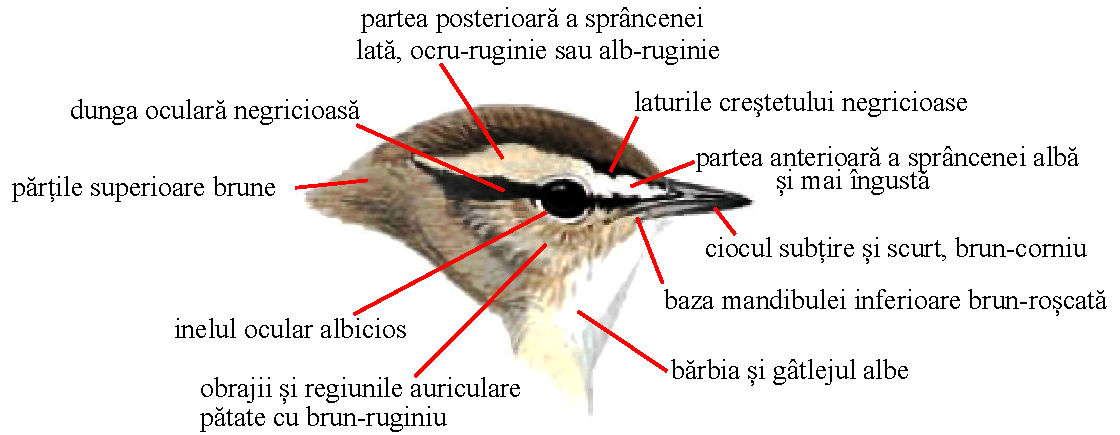
Pitulicea întunecată. Coloritul capului

Sprânceana este lungă, distinctă, palidă, bine conturată, terminându-se brusc la capătul regiunii auriculare. Partea anterioară a sprâncenei din fața ochiului este distinctă și bine conturată, destul de îngustă (dar poate fi lată în partea sa anterioară), albă sau alb-murdară, devenind ocru-ruginie (ocru-roșcată) sau alb-ruginie deasupra și în spatele ochiului (o  culoare inversă față de cea de la pitulicea măslinie), și mai lată deasupra și în spatele ochiului.  Foarte puține au sprânceana în întregime albă, sau ușor mai albă în partea posterioară. Sprânceana este accentuată de dunga întunecată de peste ochi și laturile negricioase ale părții anterioare a creștetului, iar în unele refracții ale luminii și unghiuri de vedere și de o urmă a unei dungi laterale mai întunecate de pe creștet. Inelul ocular este adesea îngust și albicios sau alb-cenușiu. Dunga de peste ochi (dunga oculară) evidentă, lată și brun-închisă sau negricioasă și lorul (lorum) întunecat, brun-închis, contrastează cu inelul ocular alb-cenușiu. Obrajii și regiunile auriculare brun-închise cu o nuanță slabă ocru sau brun-roșcată, pătate cu brun-ruginiu.
Bărbia și gâtlejul albe; restul părților inferioare alb-gălbui sau alb-cenușii, variabil suflate sau nuanțate cu brun-cenușiu (sau ocru-gălbui sau ocru-brun) pe piept. Laturile gâtului și a pieptului și flancurile sunt mai întunecate, uneori cu o nuanță ușoară ruginie sau  brun-roșcată sau roșcat-cenușie sau galben-roșiatică. Regiunea anală și tectricele subcodale alb-roșcate, uneori portocaliu-ruginii sau galben-portocalii strălucitoare. Nu are galben curat pe părțile inferioare ale flancurilor, regiunea anală sau pe tectricele subcodale (ca la pitulicea măslinie). Totuși, este destul de variabilă în ceea ce privește culoarea închisă și intensitate nuanțelor brun-roșcate sau ocru (brun-gălbui); Ticehurst (1938) a subliniat destul de bine variabilitatea acestei specii, atat a indivizilor cat și cea datorată uzurii.
Coada relativ scurtă, destul de rotunjită, ușor bifurcată, de culoare brună sau măsliniu-brunie, marginile rectricelor cozii sunt înguste, brun-roșcate sau brun-gălbui. Aripile sunt destul de rotunjite și foarte scurte, vârfurile remigelor primare ajungând doar la vârfurile tectricelor supracaudale, proiecția remigelor primare destul de scurtă, de obicei mai mică de o treime din lungimea remigelor terțiare vizibile. Remigele aripilor, alula și tectricele supraalare brun-închise sau măsliniu-brunii, cu marginile înguste brun-roșcate sau brun-gălbui sau brun-deschise. Tectricele subalare și axilare alb-roșcate sau ocru (brun-gălbui), cu o nuanță rozacee (care poate fi văzută la curbura aripii).
Ciocul este destul de întunecat, subțire și scurt, cu vârful destul de ascuțit. Mandibula superioară de culoare închisă brun-cornie; mandibula inferioară de culoare deschisă galben-cornie sau cărniu-gălbuie cu vârful întunecat, baza mandibulei inferioare brun-roșcată sau brun-gălbuie și marginile tăioase de culoare mai deschisă gălbuie. Picioarele subțiri, de culoare variabilă, de la moderat brune (brun-închise) până la brun-cornii, brun-roșcate, brun-verzui, brun-gălbui-rozacee, portocaliu-deschise sau galben-deschise (dar niciodată negricioase); partea posterioară a tarsului este mai deschisă, galbenă, și tălpile galbene. Irisul brun sau brun-închis.

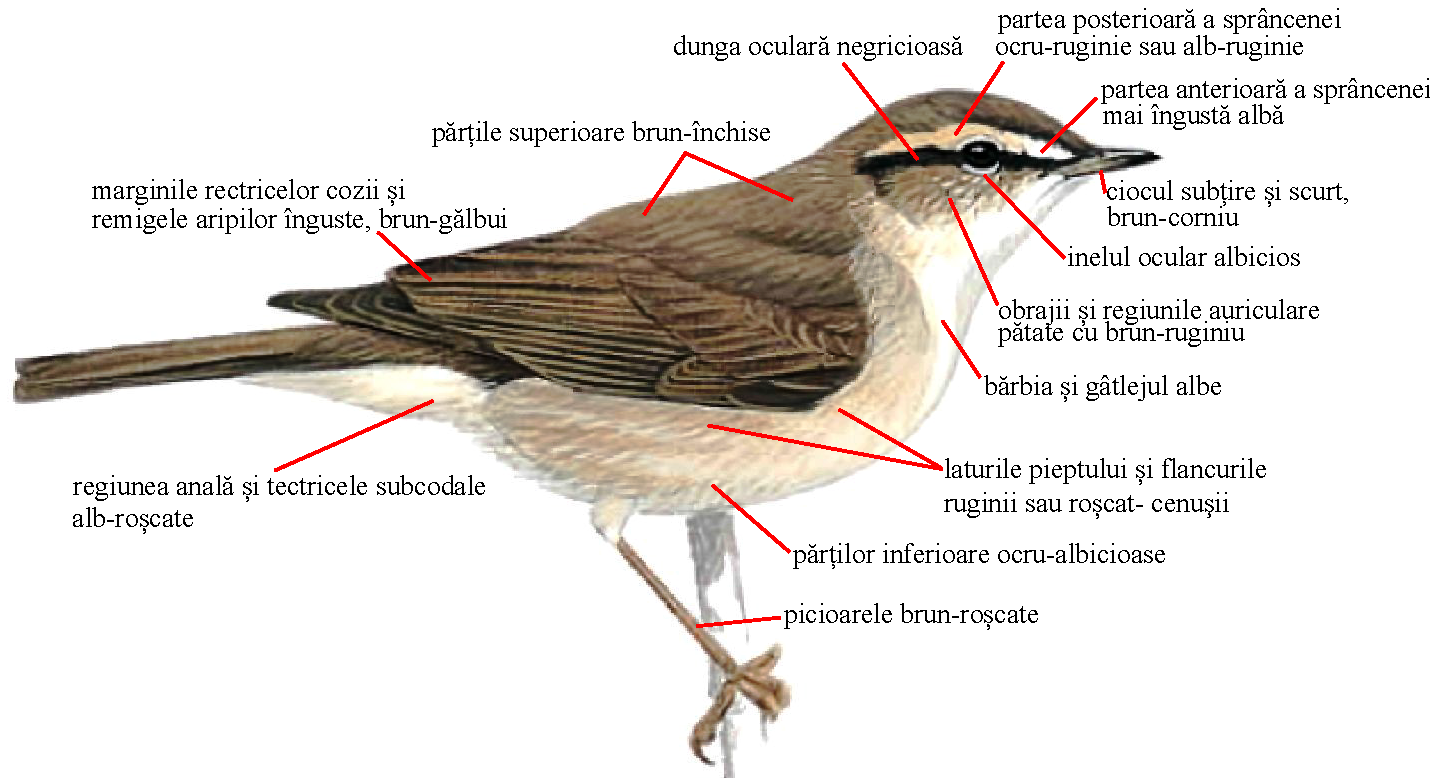
Pitulicea întunecată. Coloritul general

### Vârsta
Diferențele legate de vârstă sunt mici la păsările imature din prima iarnă. Primăvara determinarea vârstei în funcție de uzarea remigelor primare și a rectricelor cozii necesită studii suplimentare. Toamna determinarea vârstei este frecvent dificilă, diferențele fiind mici. Culoarea penajului variază ușor în funcție de uzură, fiind mai deschisă și mai cenușie în penajul uzat.
- Adultul în penajul nupțial proaspăt (primăvara) are părțile superioare brune sau măsliniu-brunii, cu o nuanță brun-roșcată, uneori târtița ușor mai deschisă. Partea anterioară a sprâncenei bine conturată, destul de îngustă, alb-murdară, devenind ocru-ruginie sau alb-ruginie în spatele ochiului, și mai lată deasupra și în spatele ochiului; inelul ocular albicios. Lorul brun-închis, se extinde peste ochi formând o dunga oculară evidentă întunecată; obrajii și regiunile auriculare pătate cu brun-ruginiu. Bărbia și gâtlejul albe; restul părților inferioare alb-gălbui, cu o nuanță roșcat-cenușie, mai intensă pe flancuri, dar cu regiunea anală și tectricele subcodale alb-roșcate. Coada brună, marginile rectricelor brun-roșcate (brun-gălbui). Remigele aripilor, alula și tectricele supraalare brun-închise, cu marginile brun-roșcate (brun-gălbui) sau brun-deschise. Tectricele subalare și axilare alb-roșcate.[9]

- Adultul în penajul nupțial uzat (iunie-iulie). Părțile superioare devin brun-cenușii, iar părțile inferioare mai uniform alb-murdare, mai puțin nuanțate roșcat pe flancuri. Remigele aripilor și rectricele cozii sunt mai brun-deschise, devenind mai decolorate și erodate. În penajul nupțial uzat remigele primare laterale 3-5 pot părea că sunt mai noi, remigele primare mediale fiind foarte mult erodate (ceea ce înseamnă că aceste păsări sunt în al doilea an de viață), dar acest contrast în uzură se datorează faptului că remigele primare laterale sunt mai puțin vizibile când aripa este nedesfăcută (de aceea aripa este așa de rotundă).[9][18]

- Adultul în penajul postnupțial (toamna) se aseamănă cu adultul în penajul nupțial proaspăt, dar părțile superioare sunt mai brun-măslinii și părțile inferioare au o nuanță mai intens alb-gălbuie. Toamna adultul recent năpârlit are vârfurile rectricelor cozii strălucitore și rotunjite, porțiunile centrale ale rectricelor sunt întunecate și lucioase, tivite îngust pe margini sau pe vârfuri cu alb. În medie este mai puțin nuanțat măsliniu deasupra și nu are galben de dedesubt.[9][18]

- Juvenilul (toamna) este asemănător cu adultul, dar părțile superioare sunt mai viu colorate brun și sprânceana alb-ruginie. Părțile inferioare au o culoare albă spălăcită, cu o slabă nuanță gălbuie în centrul abdomenului, tectricele subcodale roșcat-deschise (fov-deschise). Textura penajului laxă și pufoasă, mai ales pe părțile inferioare. Apar primele semne de erodare a vârfurilor remigelor primare și rectricelor, acestea din urmă sunt adesea subtil erodate la vârfuri și au marginile în medie mai puțin lucioase sau contrastante decât adultul. Există unele variații ale coloritului, unii juvenili sunt foarte asemănători cu adulții.[9][18]

- Imaturul în prima iarnă este foarte asemănător cu adultul, dar unii au pe piept și abdomen o ușoară nuanță gălbuie (de obicei văzută doar atunci când pasărea este ținută în mână). Părțile superioare au în general o ușoară nuanță măslinie. Remigele, tectricele primare, alte câteva tectrice supraalare, și de obicei majoritatea rectricelor sunt păstrate de la juvenil, dar diferențele de vârstă între penele nenăpârlite păstrate de la juvenil ale imaturului în prima iarnă și penele proaspete ale adultului sunt neglijabile.[9]

### Date biometrice

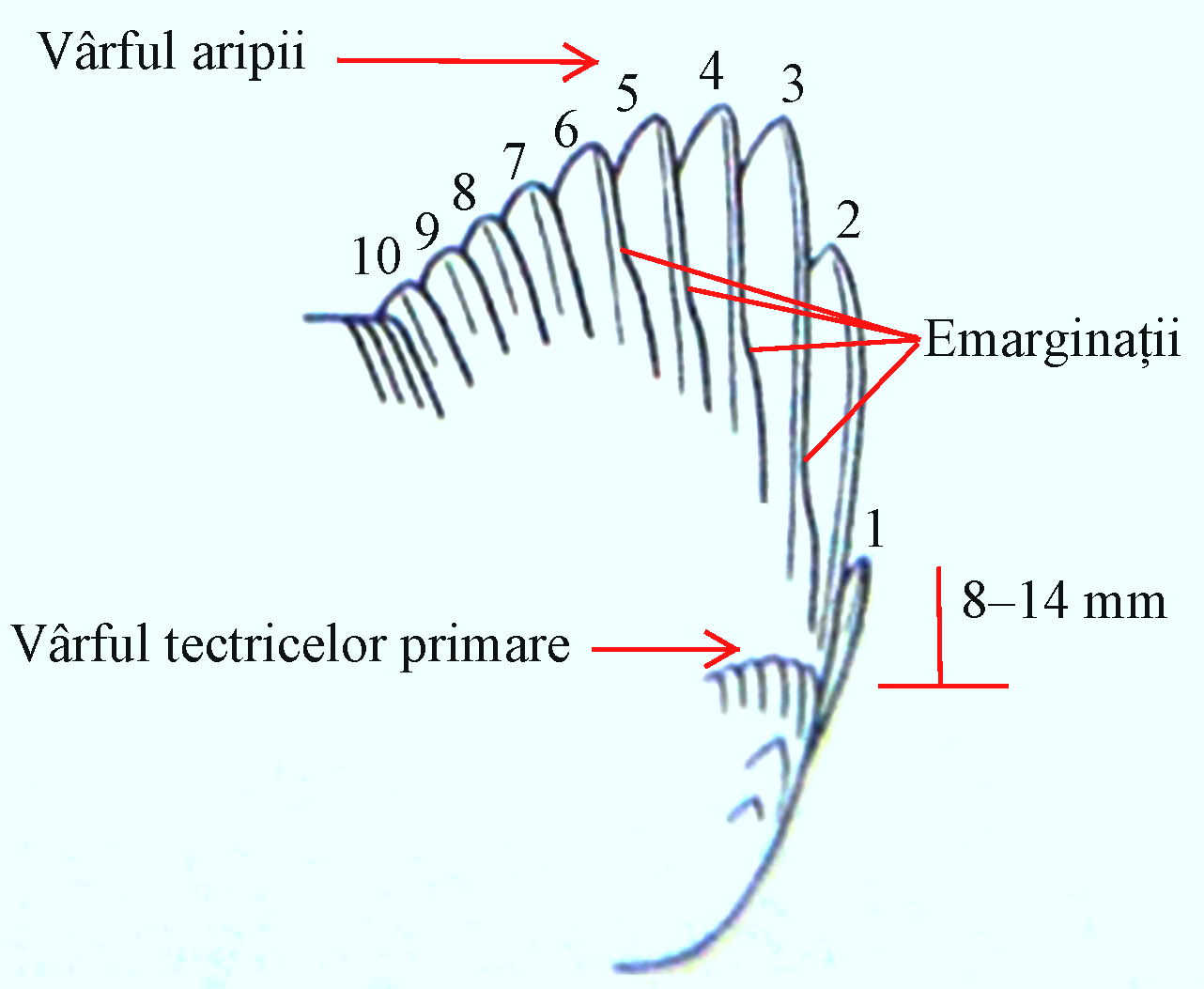
Formula alară. Cifrele indică remigele primare, după Lars Svensson

Lungimea totală 10,5-12 cm. Lungimea aripii la ♂ 59–69 mm (în medie 62,9), la ♀ 53–62 mm (în medie 57,7). Lungimea cozii la ♂ 47–58 mm (în medie 52,0), la ♀ 43–52 mm (în medie 47,3). Lungimea cozii/Lungimea aripii în medie 82,3%. Lungimea ciocului de la baza acestuia până la vârful lui 11,0–12,7 mm (în medie 12,2). Înălțimea ciocului 2,4–3,0 mm (în medie 2,7). Lățimea ciocului 2,7–3,6 mm (în medie 3,3). Lungimea tarsului la ♂ 20,5–23,9 mm (în medie 22,1), la ♀ 19,0–22,3 mm (în medie 20,4).
Formula alară: Prima remige primară depășește vârful tectricelor primare cu  9,5–14 mm la ♂, 8–12 mm la ♀, și este mai mică decât a 2-a remige primară cu 17–21 mm la ♂, 15,5–18 mm la ♀.  A 2-a remige primară este mai mică decât vârful aripii cu 6,5–11 mm, egală cu a 8/9-a remige primară sau cu a 9-a (41%), egală cu a 9/10-a sau cu a 10-a (41%), egală cu a 8-a (10%) sau mai mică decât a 10-a remige primară (8%). Remigele primare 3-5 sunt aproximativ egale și cele mai lungi și formează vârful aripii. A 6-a remige primară este mai mică decât vârful aripii cu 0,5–2,5 mm.  A 7-a remige primară este mai mică decât vârful aripii cu 2–5 (6) mm.  A 8-a remige primară este mai mică decât vârful aripii cu 5–9 mm la ♂, 4,5–7 mm la ♀. A 10-a remige primară este mai mică decât vârful aripii cu 7,5–12 mm. Prima remige secundară este mai mică decât vârful aripii cu 9–13 mm. Pe steagul extern al remigelor primare 3-6 există emarginații (scobituri).

## Variația geografică
Două subspecii sunt recunoscute: fuscatus și robustus.
Subspecia nominată P. f. fuscatus  a fost descrisă mai sus, vezi Descrierea (subspecia nominată).
Subspecia P. f. robustus este puțin mai mare decât subspecia nominată, și are o nuanță gălbuie pe centrul abdomenului (și nu albă).

## Specii asemănătoare
Pitulicea întunecată este foarte asemănătoare după aspect, culoarea generală a penajului și obiceiul de a se piti cu pitulicea măslinie (Phylloscopus schwarzi). Diferențele în coloritul penajului și comportament dintre aceste două specii pot fi foarte subtile, la fel ca și diferențele structurale. Trebuie acordată o mare atenție în distingerea pitulicii întunecate de pitulicea măslinie, atât pe teren, cât și în mână.
Pitulicea întunecată se deosebește de pitulicea măslinie prin înfățișarea mai zveltă (mai asemănătoare cu a pitulicii mici), coada ușor mai scurtă, ciocul mai subțire, picioarele mai subțiri și de obicei ușor mai întunecate, aspectul diferit al capului, sprânceana mai scurtă, bine conturată în fața ochiului și albicioasă în penaulj proaspăt, devenind ocru în spatele ochiului, lipsa unei nuanțe apreciabile ocru-galbene pe părțile inferioare, tonuri mai brun-roșcate și mai puțin măslinii pe restul penajului și prin strigătul plescăitor (asemănător cu plescăitul limbii).
Pitulicea întunecată este în general mai mică, mai puțin corpolentă decât pitulicea măslinie, fiind mai asemănătoare cu pitulicea mică în structură și proporții. Pitulicea întunecată are o postură destul de cocoșată și "fără gât" atunci când stă pe o creangă sau sare prin subarboret, dar aripile scurte îi dau uneori un aspect ușor mai lungăreț până în spatele corpului. Pitulicea măslinie are capul proporțional mai mare, corpul mai lung și coada mai lungă.
Forma ciocului și coloritul capului sunt caractere importante în identificarea acestor două specii. Pitulicea întunecată are un cioc subțire și mic, destul de întunecat. Pitulicea măslinie, în schimb, are în general ciocul mai puternic, mai mare, cu baza mai lată și vârful bont, asemănător cu ciocul silviei de zăvoi (Sylvia borin). Însă există o anumită variație a formei ciocului, care se pare că este legată de vârstă, păsările imature din prima iarnă au ciocul mai mic decât adulții.
Pitulicea întunecată are în general picioarele destul de subțiri, asemănătoare în grosime și lungime cu cele ale pitulicii fluierătoare (Phylloscopus trochilus), care au de obicei o culoare brun-moderată sau brun-roșcată, cu partea posterioară a tarsului mai deschisă, galbenă, și tălpile galbene. Pitulicea măslinie are picioarele puternice, lungi și deschise, cărniu-gălbui până la galben-portocalii spălăcite, cu articulațiile evident groase; tălpile galbene nu contrastează cu picioarele în același fel ca la pitulicea întunecată.
Coloritul capului este de asemenea o trăsătură bună în distingerea acestor două specii; la pitulicea întunecată, sprânceana este mai îngustă (mai lată deasupra și în spatele ochiului) și comparativ scurtă, și are aceeași culoare ca și părțile inferioare, alb-spălăcită și de obicei ocru-ruginie în spatele ochiului; ea este distinctă, deoarece este bine conturată de la baza ciocului până în partea posterioară a regiunii auriculare și este accentuată de dunga întunecată de peste ochi evidentă, care este groasă și se întinde de la baza ciocului până la regiunea auriculară; are adesea o margine întunecată deasupra pe laturile părții anterioare a creștetului. Pitulicea măslinie are sprânceana mai lată și mai lungă (ajunge aproape până la ceafă), care se îngustează spre capăt și adesea se curbează în sus la capătul posterior. De obicei, sprânceana este albicioasă în spatele ochiului, dar uneori galben-sulfurie, și este accentuată de dunga întunecată de peste ochi evidentă, dar care este destul de slab conturată între ochi și cioc. Sprânceana este mai lată în fața și deasupra ochiului, dar este ocru (brun-gălbuie) și neclară de la baza ciocului până la mijlocul ochiului; nu are o margine întunecată deasupra lorului (lorum), dar are adesea o dungă laterală întunecată pe creștet deasupra și în spatele ochiului. Însă laturile întunecate ale creștetului la pitulicea măslinie se pot schimba în intensitatea culorii, în funcție de efectele luminii și unghiului din care este privită, și prin urmare este necesară o anumită prudență în determinarea acestei caracteristici.
În penajul proaspăt, pitulicea întunecată are în general părțile superioare brune, dar poate uneori avea o nuanță slabă măslinie, iar în penajul uzat ele devin brun-cenușii. Părțile inferioare sunt alb-gălbui cu o nuanță roșcat-cenușie (fov-cenușie), în special pe flancuri. Foarte rar, abdomenul poate avea o nuanță slabă galbenă, de obicei observabilă doar când pasărea este ținută în mână, dar puțin vizibilă pe teren. Pitulicea măslinie are părțile superioare măsliniu-brunii, cu târtița și tectricele supracaudale mai strălucitoare măsliniu-verzui, uneori cu o nuanță brun-roșcată. Părțile inferioare sunt albicioase, cu o nuanță alb-gălbuie sau galbenă, în special pe piept, dar cantitatea de galben este variabilă; flancurile și tectricele subcodale ocru-brunii, acestea din urmă uneori portocaliu-ruginii strălucitoare, dar unele pitulici întunecate au și tectricele subcodale ruginii-strălucitoare.
Pitulicea măslinie în prima iarnă este mai măsliniu-verzuie deasupra și are părțile inferioare intens colorate galben-sulfuriu, cu o nuanță închisă ocru-brunie, și cu striații rare mai închise galbene pe piept, flancuri și pe tectricele subcodale. La păsările prinse sau fotografiate se poate observa că vârfurile rectricelor cozii sunt destul de rotunjite, asemănătoare cu cele ale pitulicii mici (Phylloscopus collybita) sau pitulicii fluierătoare (Phylloscopus trochilus), la juvenilul pitulicii măslinii vârfurile rectricelor cozii sunt foarte ascuțite.
Pitulicea lui Armand (Phylloscopus armandii) este o rudă apropiată a pitulicii măslinii. După penaj este destul de asemănătoare cu pitulicea măslinie, dar este oarecum intermediară în structură între pitulicea măslinie și pitulicea întunecată, având ciocul mai mic, cu vârful ascuțit și tarsul mai subțire. Cu toate acestea, pitulicea lui Armand poate fi deosebită de pitulicea întunecată, deoarece este striată fin cu galben-lămâi pe bărbie, gâtlej, piept și abdomen. Coloritul capului este ca la pitulicea măslinie cu o sprânceana lungă, lată, partea anterioară a sprâncenei ocru și destul de vag conturată.
Pitulicea întunecată este superficial asemănătoare cu subspecia siberiană tristis a pitulicii mici (Phylloscopus collybita). Pitulicea întunecată se deosebește de pitulicea mică, în special de subspecia siberiană P. c. tristis, prin aceea că are aripile mai scurte, vârfurile remigelor primare ajungând doar la vârfurile tectricelor supracaudale (proiecția remigelor primare este de obicei mai mică de o treime din lungimea remigelor terțiare vizibile, la pitulicea mică proiecția remigelor primare reprezintă o treime - o jumătate din lungimea remigelor terțiare). Coada pitulicii întunecate este proporțional mai lungă și destul de rotunjită, ușor bifurcată, spre deosebire de coada destul de bifurcată și scurtă a pitulicii mici. Ciocul și picioarele pitulicii mici sunt negricioase, nu palide, iar sprânceana este mai scurtă și mai puțin conturată datorită dungii de peste ochi mai reduse și mai palide. Curbura aripii și tectricele axilare, care pot fi uneori evaluate pe teren,  sunt galbene la pitulicea mică, ocru (ocru-albicioase) la pitulicea întunecată. Tectricele subcodale ale pitulicii mici sunt deschise la culoare, în comparație cu tectricele subcodale de o culoare mult mai ocru, chiar ruginii ale pitulicii întunecate.  Cu excepția penajului foarte uzat, pitulicea mică (subspecia tristis) are marginile penelor aripii și cozii nuanțate verzui, și are o nuanță mai măslinie pe spate și târtiță. Pitulicea întunecată persistent bate din aripi și își flutură coada, aceasta din urmă este ținută de obicei ușor ridicată. De asemenea, pitulicea întunecată scoate frecvent un strigăt plescăit "cett" sau "tac" puternic. Strigătul subspeciei tristis este un "iihp" pițigăiat, monoton, invariabil în ton (sau foarte puțin descendent), foarte diferit de strigătul scurt, plescăit, al pitulici întunecate.
Pitulicea întunecată are aceeași mărime ca pitulicea fluierătoare (Phylloscopus trochilus) cu o înfățișare delicată asemănătoare, dar are picioarele proporțional puțin mai lungi și proiecția remigelor primare mult mai scurtă  și aripile destul de rotunjite.
Pitulicea întunecată este o rudă apropiată a pitulicii fumurii (Phylloscopus fuligiventer), dar aceasta din urmă este în general mult mai întunecată, are părțile superioare brun-fumurii, sprânceana gălbuie și slab conturată și părțile inferioare galben-închise sau verzi-uleioase, cu o nuanță măsliniu-închisă pe flancuri și tectricele subcodale. Pitulicea întunecată are talia mai mare, părțile superioare mai deschise sau mai brunii, sprânceana mai proeminentă, părțile inferioare mai deschise. Subspecia Phylloscopus fuligiventer weigoldi, care până nu demult era considerată ca o subspecie a pitulicii întunecate, are părțile superioare mai brun-închise decât pitulicea întunecată, iar sprânceana, obrajii și regiunile auriculare nu au nici o nuanță ocru sau brun-roșcată, fiind alb-cenușii, părțile inferioare (inclusiv tectricele subalare) sunt alb-cenușii, abdomenul are o nuanță crem (alb-gălbuie), iar laturile pieptului și flancurile au o ușoară nuanță măsliniu-brunie.
Pitulicea întunecată se deosebește de pitulicea de Pamir (Phylloscopus griseolus) prin culoarea sprâncenei și părților inferioare.
Frunzărița mică (Iduna caligata) este puțin mai palidă, în general brun-cenușie, are sprânceana mai scurtă, dunga de peste ochi mai puțin întunecată și proeminentă, marginile cozii alb-murdare.
Lăcarul cafeniu (Acrocephalus agricola) are irisul brun mai deschis (pitulicea întunecată are ochiul în întregime întunecat), târtița, flancurile, regiunea anală și tectricele subcodale au nuanțe mai deschise și de obicei mai ocru-roșcate sau ocru, vârful cozii rotunjit și ciocul de obicei mai mare.

## Năpârlirea
Năpârlirea nu este pe deplin înțelesă. Năpârlirea postnupțială a adultului este de obicei completă și are loc la sfârșitul verii (în iulie-septembrie), în locurile de cuibărit, dar unii indivizi năpârlesc parțial schimbându-și numai tectricele corpului. Păsările care au năpârlit numai parțial, năpârlesc complet în cartierele de iarnă imediat după migrația de toamnă (septembrie-octombrie). Frecvența acestor strategii alternative ale năpârlirii nu este cunoscută și necesită studii suplimentare.
Năpârlirea prenupțială parțială are loc la sfârșitul iernii  (în februarie-aprilie), năpârlesc numai păsările care au năpârlit complet toamna. Năpârlirea prenupțială de la sfârșitul iernii, este variabilă în extindere, și în afară de penele corpului atinge adesea unele sau toate remigele terțiare și unele pene uzate ale cozii; uneori năpârlirea prenupțială este completă, unii indivizi năpârlind complet abia în aprilie.
Juvenilii năpârlesc parțial în iulie-septembrie, schimbându-și penele capului, corpului și unele tectrice alare, dar nu sunt atinse remigele și tectricele primare.
Se crede că păsările imature din prima iarnă năpârlesc parțial în cartierele de iarnă, dar sunt necesare mai multe informații.

## Vocea
Pitulicea întunecată cântă de la sosirea în locurile de cuibărit până la jumătatea lui august. Cântecul continuă chiar și în perioada de hrănire a puilor care au părăsit cuibul și în perioada năpârlirii adulților, dar atunci cântecul este mult mai domol, dar ajută la găsire acestei pitulici după voce în luna august. Ultimul cântec în Altai a fost auzit pe 24 august. Cântă vara de dimineață până la amiază și apoi din nou de la ora 16 până în amurg. Când este urmărită tace imediat, se ascunde în desiș și începe să cântă din nou numai după ce a zburat într-un tufiș din apropiere. Cântă din interiorul arborilor și arbuștilor, unde stă ascunsă în desiș sau când zboară de pe o ramură pe alta, uneori cântă din coronamentul superior sau de pe vârfurile copacilor înalți.
Cântecul este destul de scurt, puternic și răsunător, cu fraze care conțin o serie monotonă de fluierături melodioase și triluri clare, cu note sonore repetate (uneori disilabice), interpretate într-un ritm destul de calm (acestea nu sunt atât de explozive, rapide și variate ca la pitulicea măslinie) și cu multe variații individuale – "cil-cil-cil", sau "siu-sii-siu-sii-sii-sii" sau "sii-uii sii-uii sii-uii" sau "tia-tia-tia", sau un ciripit "cip-er-cip-er-cip-er-cip-er-cip-er" sau "cill-cill-cill-cill… siiuii siiuii siiuii siiuii… suuh-sue-sue-sue-sue...", sau "ci-cicicicitzzzz", poate începe cu o notă subțire "tsi-rit". Rareori, în aceeași strofă sunt folosite două motive diferite, dar de obicei după aceea numai unul se repetă. Cântecul se termină  cu tril final.
Cântecul pitulicii întunecate nu este atât de diferit de cântecul pitulicii măslinii (Phylloscopus schwarzi), însă are o structură mai simplă, este mai lent, acest cântec în combinație cu habitatul său din regiunile mlăștinoase poate identifica de obicei această specie. De asemenea, de obicei fiecare frază nu începe cu câteva note scurte ("te-te") așa cum se întâmplă adesea la pitulicea măslinie, și cântecul nu conține triluri stridente zăngănitoare rapide. Cântecul este mult mai asemănător cu cântecul pitulicii cu abdomenul sulfuriu (Phylloscopus griseolus), dar aceasta se întâlnește la înălțimi mai mari, în pădurile montane deschise de pe pantele cu grohotișuri și blocuri de piatră.
Strigătul de contact este un plescăit de limbă "ciac" sau "tec" sau "zec" sau "cett" scurt, ascuțit, strident și destul de distinctiv, asemănător cu sunetul a două pietre mici lovite una de alta, emis cu diferite accente, asemănător cu cel al pitulicii măslinii (Phylloscopus schwarzi), dar cu un ton ușor mai înalt și mai deslușit.  Când este agitată sau alarmată strigătul poate fi emis frecvent sau ca o serie rapidă de până la 6 note. Strigătul de contact al pitulicii întunecate este destul de asemănător cu strigătul "tac" sau "tec" al silviei mici (Sylvia curruca),  dar atunci când este agitată strigătul poate fi mai puternic și mai sonor, ca cel al ochiuboului (Troglodytes troglodytes). Strigătul de alarmă constă dintr-o serie ciripitoare de note de contact, "tr-tr-tr-cec-cec ...".

## Habitatul
Pitulicea întunecată trăiește mai ales în tufișuri; în sudul arealului în zonele muntoase, la nord la poalele munților și în vâlcele. Este întâlnită în toate pădurile, inclusiv în taigaua montană, însă nu pătrunde înăuntrul pădurilor masive, este întâlnită mai ales în tufișurile din zonele rarefiate ale pădurilor, în poiene, la marginea pădurilor, în crângurile din pădurile arse, se ridică până la limita superioară a pădurilor, în unele locuri intră în tundra montană, unde cuibărește în tufișurile de mesteacăn pitic. Însă habitatele cele mai preferate din munți sunt pădurile din văile râurilor, în special desișurile de salcie de pe malurilor râurilor, pâraielor și torenților de munte, prin care ajunge în cele mai înalte locuri. În același timp, prin văile râurilor coboară în locurile mai joase și cuibărește în luncile inundabile și în câmpiile înmlăștinite de la poalele munților acoperite cu păduri de salcie și de mesteacăn. Pitulicea întunecată este o veritabilă "pitulice de mlaștină", în timp ce lăcarul de mlaștină (Acrocephalus palustris) este o pasăre care preferă să trăiască în urzici și nicidecum în mlaștini.
Cuibărește în tufișurile și vegetația deasă joasă din pădurile din taiga, mai ales de zadă (Larix) și pin (Pinus), dar și în iarba înaltă și în desișurile de salcie pitică (Salix herbacea) și arin (Alnus) de-a lungul râurilor și din mlaștinile cu rogoz și stuf și din pajiștile inundabile din văile râurilor din zonele mlăștinoase; de asemenea în stratul arbustiv din pădurile deschise și în vegetația regenerată după incendii sau în desișurile de mesteacăn pitic (Betula).
Altitudinal poate fi întâlnită în pădurile montane de la poalele munților până la 4200 m. În cursul superior al Huanhe, pitulicea întunecată trăiește la altitudini de 2400-3900 m, în Altai la 400-2400 m, în Sahalin și Anadîr coboară până în văile înmlăștinite ale râurilor.
În timpul iernii și în pasaj, se întâlnește în diverse habitate din locuri umede: în stufărișuri, tufărișuri de salcie, păduri deschise, la poalele munților acoperite cu arbuști și în câmpiile deschise cu tufișuri și arbori mici, dar și în grădini, la marginile terenurilor agricole etc., adesea stă aproape de apă, dar și în mangrove.

## Comportamentul
Comportamentul și mișcările sunt asemănătoare cu ale pitulicii fluierătoare (Phylloscopus trochilus) sau ale pitulicii măslinii (Phylloscopus schwarzi).
Pitulicea întunecată este întâlnită singură sau în perechi; poate fi întâlnită și în cârduri mici răzlețe în pasaj și în timpul iernii.
Este o pasăre ascunsă, greu de văzut. Stă pitită tot timpul, ascunzându-se în vegetația deasă la o înălțime mică sau pe crengile joase ale tufelor și copacilor unde își procură hrana, dar adesea se hrănește și pe pământ. Uneori se hrănește în locuri mai deschise și în condiții oportune în coroanele copacilor, unde își procură hrana prin frunziș și prinde insectele zburătoare destul de asemănător cu pitulicea mică  (Phylloscopus collybita). Juvenilii și păsările tinere sunt foarte încrezătoare, se aproprie de om, îl privesc și apoi își iau zborul, în timp ce adulții sunt mult mai precauți și se țin la o anumită distanță. Femelele sunt mult mai prudente decât masculii.
Pitulicea întunecată se mișcă destul de rapid și energic; frecvent și aproape constant bate din aripi și își flutură coada. Coada o ține adesea în poziție ridicată. Se deplasează prin salturi, sucindu-se și sărind prin frunziș. Are o alură orizontală. Zboară ușor dintr-un loc într-altul asemenea pitulicii mici, uneori se ridica în zbor pe vârfurile copacilor înalți.
Pitulicea întunecată este greu de zburătăcit, preferând să stea pitită sau să alerge cu pași mărunți și repezi pe pământ, ascunzându-se în covorul des de iarbă.

## Hrana
Pitulicea întunecată este o pasăre insectivoră. Se hrănește cu insecte mici, în special cu gărgărițe (Curculionidae) și alți gândaci mici (Coleoptera), de asemenea cu moluște, fluturi mici (Lepidoptera) și larvele lor; consumă și semințe mici.
În 15 stomacuri ale pitulicilor întunecate, capturate în mai - august, în special în nordul Sahalinului, au fost găsite rămășițe de păianjeni - 3 exemplare (în 20% de cazuri), adulți ale cicadelor scuipătoare (Aphrophoridae) - 13,3%; gărgărițe (Curculionidae) - 13,3% și alți gândaci nedeterminați - 40%, viespi cu ferăstrău (Tenthredinidae) - 13,3% și alte himenoptere - 26,6%, sialide (Sialis sibirica) - 6,6%, muște - 20% și alte diptere nedeterminate - 53,3%, fluturi adulți - 13,3%, omizi de fluturi - 66,6%.
În 18 porții de hrană preluate de la puii din cuib pe 19 august 1977 în bazinul inferior al râului Tîmi din Sahalin au fost găsite rămășițe de lepidoptere adulte - buhe (Noctuidae) - 15 exemplare (în 66,6% de cazuri) și omizile lor - 9 exemplare (27,7%), adulți de cicade scuipătoare (Aphrophoridae) - 11,1%, diptere - 16,6% și neuroptere - 5,5%. Într-o oră pasărea a adus mâncare puilor de 10 ori.
Pitulicea întunecată își procură hrana de obicei în interiorul vegetației, căutând și prinzând insectele care trăiesc aici, dar se poate avânta în zbor pe o distanță scurtă după insectele din aer; rareori planează pentru a prinde insectele de pe marginile frunzișului.

## Reproducerea
Pitulicea întunecată se reproduce de la sfârșitul lui mai până la mijlocul lui august. La scurt timp după sosirea în locurile natale, pitulicea întunecată începe cuibăritul, în regiunea Ussuri de la începutul ultimei treimi a lunii mai și în Sahalin de la sfârșitul lunii mai.
Este o specie teritorială, teritoriul ocupat de o pereche este 0,5-1 ha.
Cuibul este amplasat la o înălțime de până la 1 m deasupra pământului în ramurile unor arbuști sau copaci mici (adesea răzleți) în locuri umede sau chiar pe pământ sub tufărișuri de salcie sau sub tufe de arbuști. În Sahalin cuiburile sunt așezate la 20-85 cm de la suprafața solului pe ramurile mesteacănului Middendorff (Betula middendorffii), pinului pitic (Pinus pumila), rododendronului dauric (Rhododendron dauricum), afinului vânăt (Vaccinium uliginosum), cerițelei (Cerinthe), sorbariei (Sorbaria), crețuștei (Filipendula), măcieșului (Rosa), pelinului (Artemisia) sau pe o moviliță printre frunzele rogozului (Carex).
Cuibul are o formă sferică și este țesut destul de lax și grosolan, el are un acoperiș și o gaură laterală de intrare, uneori situată nu lateral, ci mai aproape de partea superioară a cuibului.
Cuibul este construit de către femelă timp de 5-7 zile. Cuibul este făcut din ierburi uscate (mai ales de graminee), rogoz și bucăți de mușchi, fibre vegetale, care dau cuibului o anumită soliditate, iar în interior este căptușit cu puf vegetal, păr de animale și pene de diferite păsări.
În Sahalin stratul exterior al cuibului este construit din bucăți de tulpini și frunze de graminee, în special de trestie de câmp (Calamagrostis) și firuță (Poa), frunze de rogoz (Carex) și bumbăcăriță (Eriophorum). Stratul mijlociu este făcut din ace de pin pitic (Pinus pumila), benzi elastice din tulpini și frunze de plante erbacee, bucăți de lichen. În interior cuibul este căptușit cu un strat gros de 3 cm de păr de animale: de iepure de munte (Lepus timidus), ren (Rangifer tarandus), câine, șoareci de câmp etc. și de pene: de rațe, becaține, ieruncă de tundră (Lagopus lagopus), ieruncă (Bonasa bonasia), cârstel de baltă estic (Rallus indicus), mugurar de taiga (Pinicola enucleator), presură de pădure (Emberiza rustica), cioară neagră (Corvus corone), pasări de curte și alte păsări, precum și cu bucăți de rădăcinuțe, bucăți de vată și de ață (găsite într-un cuib).
Înălțimea cuibului (pe axa verticală) este 130-140 mm, lățimea (pe axele orizontale) este 120-130 mm, înălțimea cavității interne este 55-60 mm, iar diametrul gaurii de intrare este de 30×40 mm.
Pitulicea întunecată depune o singură pontă într-un sezon de reproducere. Ponta este alcătuită din 4-6 ouă complet albe, ouăle au o formă oviformă regulată cu un capăt ușor mai ascuțit. Dimensiunile lor sunt de 15,3-18×12,5-12,7 mm. Masa ouălor proaspete este de 1,2-1,3 g, în medie 1,23 g.
Ouăle sunt incubate de femelă timp de 13-14 zile.
În sud-estul Rusiei (Primorie) sunt găsiți pui în cuib la mijlocul lui iunie, ei părăsesc cuibul la începutul lui iulie, mai târziu mai la nord, și la mijlocul lui august în Tuva.

## Deplasările sezoniere
Pitulicea întunecată este o pasăre migratoare; migrează altitudinal și pe distanțe lungi. Pitulicea întunecată migrează în mod normal spre sud și sud-est pentru a ajunge în cartierele de iarnă din sud-estul Asiei, de la Nepal spre est, dar ca și în cazul altor câtorva pitulici asiatice, un număr mic de păsări tinere fără experiență, fac o greșeală de 90°-180° în prima lor migrare de toamnă și ajung în schimb în Europa.
Populațiile subspeciei nominate se deplasează spre sud sau sud-vest spre poalele Himalaiei din Nepal, la est către nord-estul Indiei, sudul Chinei și Vietnam și la sud spre Birmania (Myanmar), Tailanda și Indochina, de asemenea spre insulele Andaman și un număr mic se deplasează spre est până în Taiwan. Părăsește locurile de cuibărit din Siberia în principal în august și septembrie (dar s-a înregistrat în nord-estul Indiei la sfârșitul lui iulie), iar unele sunt încă prezente în regiunea Anadîrului până la sfârșitul lui septembrie și au fost înregistrate în insula Sahalin la începutul lui octombrie. Pleacă din locurile de cuibărit din Altai și Mongolia până la mijlocul lui septembrie. Pasajul prin Mongolia este maximal la mijlocul lui septembrie și în sud-estul Regiunii Autonome Tibet (sudul Chinei) în a doua jumătate a lui septembrie. Ultimele păsări sunt înregistrate în Sahalin la sfârșitul lui octombrie și în jurul lacului Baikal în prima săptămână a lui noiembrie. Pasajul prin nord-estul Chinei are loc de la sfârșitul lui august până la sfârșitul lui octombrie; în același timp în timpul migrației este înregistrată în nordul Vietnamului (estul regiunii Tonkin), și este prezentă în cartierele de iarnă din sudul Chinei de la sfârșitul lui septembrie până la jumătatea lui aprilie, iar în Taiwan din august. Subspecia nominată este prezentă la poalele munților din Nepal de la jumătatea lui octombrie până la sfârșitul lui martie și în India până în aprilie sau începutul lui mai.
Migrația de primăvară spre locurile de cuibărit are loc din aprilie până la sfârșitul lui mai și începutul lui iunie. Primele sosesc în Mongolia și nord-estul Chinei în a doua săptămână a lui aprilie, iar pasajul aici și în zona Vladivostokului continuă până la mijlocul lui mai. Ajunge în Sahalin în a doua jumătate a lui mai, majoritatea sosesc în Mongolia de la mijlocul lui mai și mai departe spre nord la începutul lui iunie. Majoritatea locurilor de cuibărit din vestul și centrul Siberiei sunt ocupate de la sfârșitul lui mai.
Pitulicea întunecată hoinărește anual și în număr mare, mai ales toamna, spre vest până în vestul Europei (apariții accidentale au fost înregistrate mai ales în Marea Britanie și Irlanda, dar și în alte țări, inclusiv în România) și până în Israel, Cipru, Egipt (Sinai), Maroc și Madeira; spre sud până în Sri Lanka; de asemenea spre est până în Japonia, Filipine (insula Mindoro) și vestul SUA (insulele Aleutine, de asemenea în insulele Farallon de lângă țărmul Californiei).

## Statutul și conservarea
Specia nu este amenințată cu dispariția la nivel global (LC după criteriile IUCN).
În unele locuri este destul de numeroasă; comună sau pe alocuri numeroasă în Rusia și China. Densitățile ajung până la 30 de păsări/km² în locurile de cuibărit din centrul Siberiei. Comună în majoritatea cartierelor de iarnă, de ex. din Nepal spre est până în nord-estul Indiei și în sud-estul Asiei; se întâlnește rar în Peninsula Malaieziană.
Mărimea populației globale nu a fost evaluată, însă specia este numeroasă la nivel local, iar estimările populațiilor naționale sunt: circa 10.000-100.000 de perechi cuibăritoare și 1.000-10.000 de indivizi în pasaj în China; circa 50-1000 de indivizi în pasaj și circa 50-1000 de indivizi iernează în Taiwan; circa 10.000-100.000 de perechi cuibăritoare și circa 50-10.000 de indivizi în pasaj în Coreea; sub 1.000 de indivizi în pasaj și sub 1.000 de indivizi iernează în Japonia și circa 10.000-100.000 de perechi cuibăritoare și circa 1.000-10.000 de indivizi în pasaj în Rusia.
Trendul populațional se pare că este stabil în absența dovezilor unui declin numeric sau unor amenințări substanțiale.